# 加斯頓鎮區 (北卡羅萊納州北安普頓縣)
加斯頓鎮區（英語：Gaston Township）是位於美國北卡羅萊納州北安普頓縣的一個鎮區。

## 地方資料
加斯頓鎮區的面積為161.87平方千米，皆為陸地。根據2020年美國人口普查的數據，當地共有人口5169人，而人口密度為每平方千米31.93人。